# Georges Bessières
Georges Bessières (1780 – Molina de Aragón, 26 d'agost de 1825) fou un aventurer i militar francès.
Entrà a Espanya amb l'exèrcit napoleònic, desertant en plena guerra, i s'instal·là a Barcelona, treballant com a tintorer a la fàbrica de Gaspar Remisa i Miarons i fent d'espia a favor dels revoltats. L'estiu de 1821 és detingut a Barcelona acusat d'organitzar una conspiració republicana amb Luis Gonzaga Oronoz i Francisco Brotons, i condemnat a mort, tot i que posteriorment i gràcies a la pressió popular dels sectors més exaltats se l'indulta. Fugi de la presó i es refugià a França on a finals de 1821 entrà amb contacte amb els contrarevolucionaris exiliats, convertint-se en un cap reialista. Entre 1822 i 1823 participà en la guerra contra els liberals a l'Aragó i Castella. El rei el nomenà Mariscal de Camp en 1824. En 1825 dirigí un aixecament malcontent a l'Aragó, on fou pres i afusellat immediatament a Molina de Aragón.